# Санки (село)
Санки (рос. Санки) — село в Лукояновському районі Нижньогородської області Російської Федерації.
Населення становить 127 осіб. Входить до складу муніципального утворення робітниче селище ім Степана Разіна.

## Історія
Від 2009 року входить до складу муніципального утворення робітниче селище ім Степана Разіна.

## Населення
| 2002 | 2010 |
| ---- | ---- |
| 136  | ↘127 |